# Omagh Town Football and Athletic Club
El Omagh Town Football and Athletic Club fue un club de fútbol de Irlanda del Norte, con sede en Omagh, Condado de Tyrone.
Fue fundado en el año 1962 y compitió en la IFA Premiership en 12 temporadas entre 1990 a 2005.

## Historia
Fue fundado por Aines McGeehan em agosto de 1962, quien buscaba crear un equipo de jóvenes futbolistas del área de Derry Road, en Omagh y su nombre fue Omagh Celtic Football Club, y sus colores fueron marrón y azul, teniendo como sede el Quarry Field Mullaghmena.
En 1969 cambiaron de nombre por el de Omagh Town Football and Athletic Club, cambiaron su sede y también en 1974 cambiaron sus colores a blanco y negro, aunque al final se quedaron con la combinación blanco, azul y rojo.
En 1990 se mudaron a St Julian's Road, lugar que antes era un basurero, donde construyeron un estadio de césped natural con capacidad para 5000 espectadores, con 30 asientos preferenciales, 250 asientos techados, 3220 techados para gnte de pie y el resto asientos a la intemperie.
Fueron conocidos como El pueblo, y también tenían equipos de billar, dardos y fútbol femenil, totalizando 470 miembros en el equipo, de los cuales 180 eran jóvenes. Recibían apoyo de las ciudades aledañas como Castlederg, Dromore y Ballygawley. Sus principales rivales fueron los de Coleraine y también el Glentoran.
Ascendieron a la IFA Premiership por primera vez en 1990/91, manteniéndose por 5 años consecutivos, aunque en 1994/95 descendieron a causa de la reducción de equipos en la máxima categoría a 8.
En 7 de junio de 2005, el club anunció que falló en cancelar las cuentas financieras y por lo tanto debían desaparecer. Fue declarado en quiebra y descendió en el mes de abril, el descenso del club y el cierre del club social fueron los factores principales para tomar la decisión de desaparecer al equipo.
Participó en 2 torneos continentales, en los cuales nunca superó la Primera Ronda.

## Palmarés

### Torneos nacionales
- Floodlit Cup (1): 1991-92
- Segunda División (1): 1999-00
- Irish News Cup (1): 1997-98

### Torneos regionales
- North West Senior Cup (6): 1990-91, 1992-93, 1995-96, 1996-97, 1999-00, 2000-01

## Participación en competiciones de la UEFA
| Temporada | Torneo             | Ronda | País        | Club                   | Marcador |
| --------- | ------------------ | ----- | ----------- | ---------------------- | -------- |
| 1998      | UEFA Intertoto Cup | 1     | Eslovaquia  | FC Rimavská Sobota     | 0–1, 2–2 |
| 2003      | UEFA Intertoto Cup | 1     | Bielorrusia | FC Shakhtyor Soligorsk | 0–1, 1–7 |